# Amt Steinau (Hochstift Fulda)
Das Amt Steinau war eine Gerichts- und Verwaltungseinheit des geistlichen Fürstentums Fulda mit Sitz in Steinau.

## Geschichte

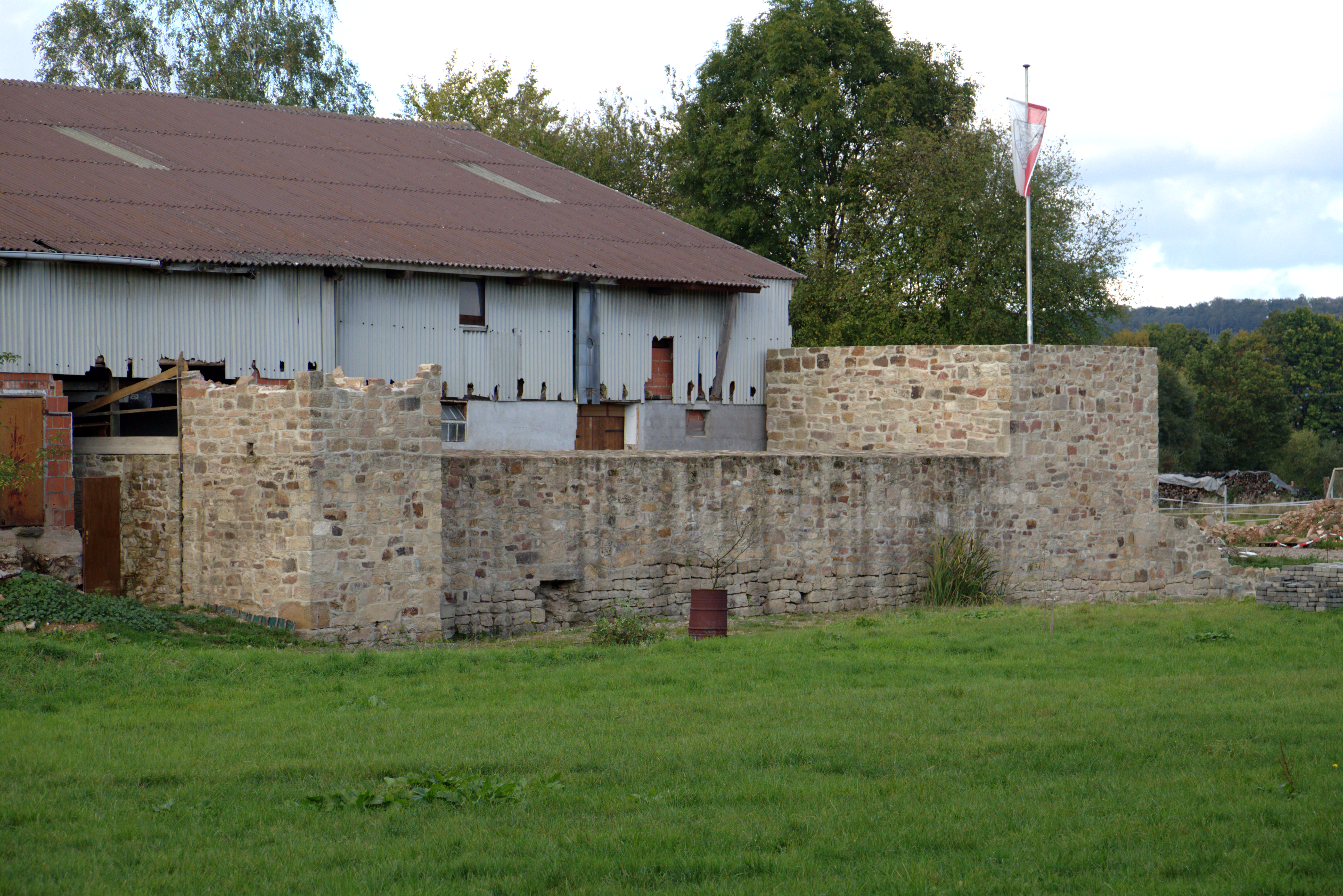
Die Ruine der „Wasserburg“ in Steinau

Das Gebiet des späteren Amtes gehörte zu den Schenkungen, die Bonifatius für das Kloster Fulda erhalten hatte. Ab 1093 gehörte das Gebiet zum Kirchspiel Margretenhaun. Ausgangspunkt der Amtsbildung war der Erwerb von Herrschaftsrechten der Adelsfamilien von Schlitz und von Steinau. Diese erbauten eine Wasserburg in Steinau, die Kern des späteren Amtes war. 1287 kam es zu einer Fehde zwischen denen von Steinau und dem Stift Fulda. Fulda eroberte die Burg und erwarb so die Hälfte von Burg und Amt, die vorher von Steinau gehörte. Die Schlitzer Hälfte varkauften diese 1369 an Heinrich von der Tann und Johann von Ebersberg. 1399 musste das Stift Fulda seine Hälfte verpfänden und konnte das Pfand 1440 wieder einlösen. In den folgenden Jahren wurde noch ein 12tel von Heinrich von Ebersberg erworben.
1454 wurde Simon von Merlau fuldischer Amtmann. 1474 erhielten die Brüder Valentin und Simon von Merlau Burg und Amt als fuldisches Lehen. Nach dem Tod Valentins erhielt dessen Schwiegersohn Adolf Rau von Holzhausen dessen Anteil. 1501 wurde Kunz von Jossa mit Burg und Amt belehnt und diente als erblicher stiftischer Vogt. Bereits 1503 wurde Klaus Sweert unter gleichen Bedingungen Amtmann. 1512 verzichtete er auf das Amt. 1541 wurde Jörg von Romrod als Amtmann genannt, 1571 Wilhelm von Buseck. Dessen Sohn Kraft von Buseck verkaufte das Amt 1591. 1615 erwarb das Stift diesen Anteil zurück. 1618 ergriff Fulda auch Besitz von der anderen Hälfte, da der Besitzer, Jost von Merlau, seine Lehnsgelder nicht gezahlt hatte. Damit war das Amt vollständig im Besitz der Hochstiftes.
Im Laufe des 17. Jahrhunderts wurde eine eigene Amtsverwaltung aufgegeben. Die Amtsfunktionen wurden in ungewöhnlicher Form auf benachbarte Ämter verteilt. Gemäß dem Salbuch von 1708 wurde die Gerichtsbarkeit auf das Oberamt Bieberstein übertragen, die zu leistenden Dienste standen jedoch dem Centoberamt Fulda zu. 

## Umfang des Amtes
Vor seiner Auflösung bestand das Amt aus Steinau, Bernhards, Steinhaus und der Zell-, Gruben-, Baumbachs-, Katzen- und Brückenmühle. 1490 wurde auch Götzendorf und 1495 bis Mitte des 17. Jahrhunderts auch Marbach als Teil des Amtes bezeichnet. Marbach wurde Mitte des 18. Jahrhunderts dem Oberamt Mackenzell zugeteilt.